# Relais 4 × 100 mètres féminin aux Jeux olympiques d'été de 2024
Pour des articles plus généraux, voir Athlétisme aux Jeux olympiques d'été de 2024 et Relais 4 × 100 mètres aux Jeux olympiques.
Navigation
Tokyo 2020 Los Angeles 2028
L'épreuve du relais 4 × 100 mètres féminin aux Jeux olympiques de 2024 se déroule les 8 et 9 août 2024 au Stade de France, au nord de Paris, en France.

## Records
Avant cette compétition, les records dans cette discipline étaient les suivants : 
| Record du monde  | Tianna Bartoletta, Allyson Felix, Bianca Knight, Carmelita Jeter (USA) | 40 s 82 | Londres | 10 août 2012 |
| Record olympique | Tianna Bartoletta, Allyson Felix, Bianca Knight, Carmelita Jeter (USA) | 40 s 82 | Londres | 10 août 2012 |

## Qualifications
| Équipes qualifiées lors des Relais mondiaux 2024 |
| --- |
| - États-Unis - France - Pologne - Canada - Allemagne - Australie - Grande-Bretagne - Pays-Bas - Italie - Côte d'Ivoire - Nigeria - Jamaïque - Suisse - Trinité-et-Tobago |

## Programme
| Date            | Horaire | Manche       |
| --------------- | ------- | ------------ |
| Jeudi 8 août    | 10 h 00 | Premier tour |
| Vendredi 9 août | 19 h 00 | Finale       |

## Médaillées
| Or         | Argent          | Bronze    |
| États-Unis | Grande-Bretagne | Allemagne |

## Résultats

### Premier tour
| Rang | Couloir | Pays          | Athlète                                                                         | Temps   | Notes    |
| ---- | ------- | ------------- | ------------------------------------------------------------------------------- | ------- | -------- |
| 1    | 6       | États-Unis    | Melissa Jefferson, Twanisha Terry, Gabrielle Thomas, Sha'Carri Richardson       | 41 s 94 | Q        |
| 2    | 7       | Allemagne     | Sophia Junk, Lisa Mayer, Gina Lückenkemper, Rebekka Haase                       | 42 s 15 | SB Q     |
| 3    | 2       | Suisse        | Salomé Kora, Sarah Atcho-Jaquier, Léonie Pointet, Mujinga Kambundji             | 42 s 38 | SB Q     |
| 4    | 5       | Australie     | Ella Connolly, Bree Masters, Kristie Edwards, Torrie Lewis                      | 42 s 75 |          |
| 5    | 8       | Pologne       | Magdalena Niemczyk, Krystsina Tsimanouskaya, Magdalena Stefanowicz, Ewa Swoboda | 42 s 86 |          |
| 6    | 4       | Italie        | Zaynab Dosso, Dalia Kaddari, Irene Siragusa, Arianna de Masi                    | 43 s 03 |          |
|      | 3       | Belgique      | Rani Vincke, Rani Rosius, Elise Mehuys, Delphine Nkansa                         | DQ      | TR24.7   |
|      | 9       | Côte d'Ivoire | Murielle Ahouré-Demps, Jessika Gbaï, Maboundou Koné, Marie-Josée Ta Lou         | DQ      | TR17.2.3 |

| Rang | Couloir | Pays              | Athlète                                                                   | Temps   | Notes |
| ---- | ------- | ----------------- | ------------------------------------------------------------------------- | ------- | ----- |
| 1    | 7       | Grande-Bretagne   | Bianca Williams, Imani-Lara Lansiquot, Amy Hunt, Desirèe Henry            | 42 s 03 | Q     |
| 2    | 6       | France            | Orlann Oliere, Gémima Joseph, Hélène Parisot, Chloé Galet                 | 42 s 13 | Q     |
| 3    | 9       | Jamaïque          | Alana Reid, Kemba Nelson, Shashalee Forbes, Tia Clayton                   | 42 s 35 | SB Q  |
| 4    | 8       | Canada            | Sade McCreath, Jacqueline Madogo, Marie-Éloïse Leclair, Audrey Leduc      | 42 s 50 | NR q  |
| 5    | 5       | Pays-Bas          | Isabel van den Berg, Marije van Hunenstijn, Minke Bisschops, Tasa Jiya    | 42 s 64 | q     |
| 6    | 4       | Nigeria           | Justina Tiana Eyakpobeyan, Favour Ofili, Rosemary Chukwuma, Tima Godbless | 42 s 70 | SB    |
| 7    | 3       | Espagne           | Sonia Molina-Prados, Jaël Bestué, Paula Sevilla, María Isabel Pérez       | 42 s 77 | SB    |
| 8    | 2       | Trinité-et-Tobago | Akilah Lewis, Sole Frederick, Sanaa Frederick, Leah Bertrand              | 43 s 99 |       |

### Finale

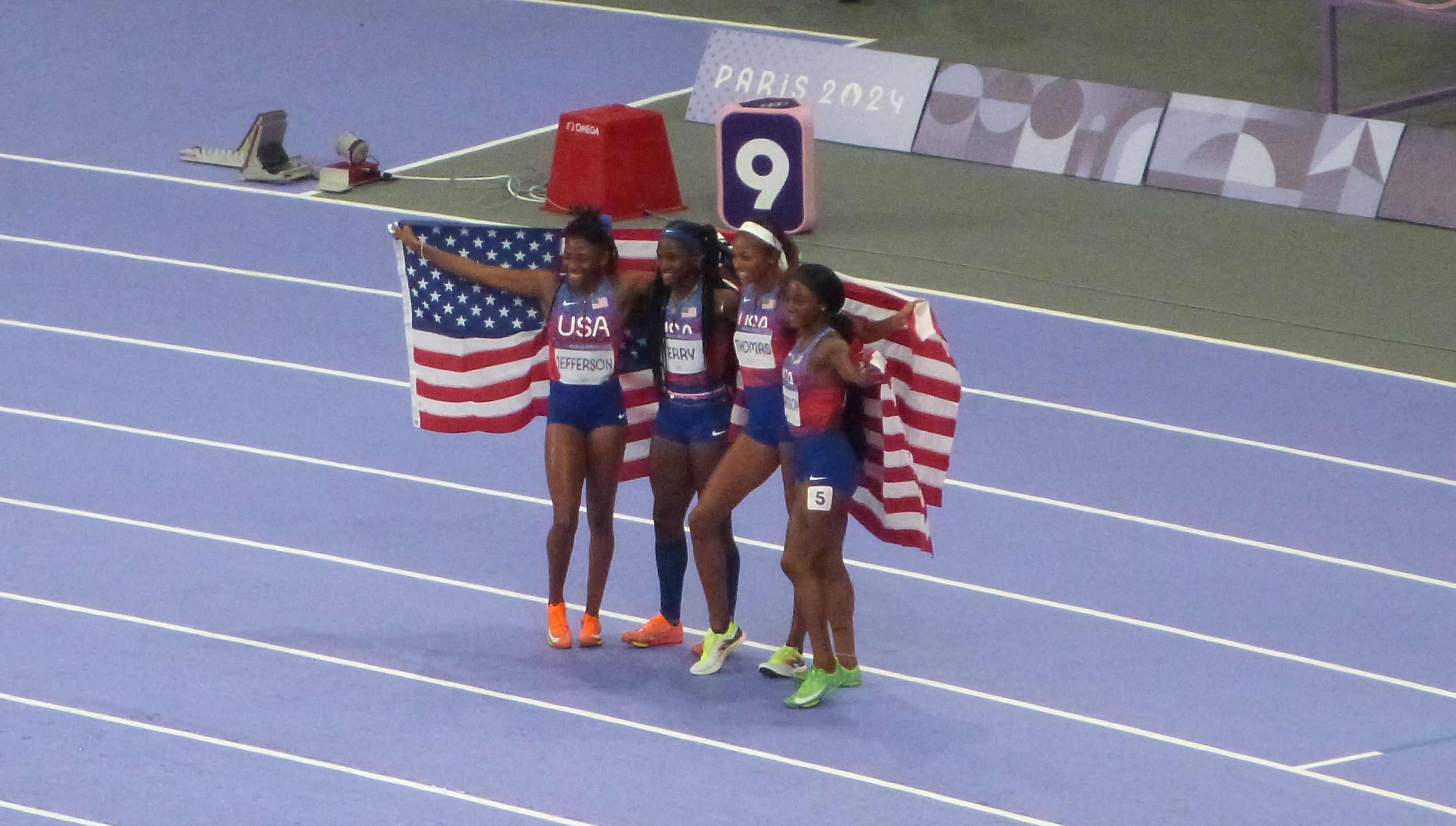
Célébrations des Américaines

| Rang                                | Couloir | Pays            | Athlète                                                                   | Temps   | Notes  |
| ----------------------------------- | ------- | --------------- | ------------------------------------------------------------------------- | ------- | ------ |
| Médaille d'or, Jeux olympiques      | 5       | États-Unis      | Melissa Jefferson, Twanisha Terry, Gabrielle Thomas, Sha'Carri Richardson | 41 s 78 | SB     |
| Médaille d'argent, Jeux olympiques  | 8       | Grande-Bretagne | Dina Asher-Smith, Imani-Lara Lansiquot, Amy Hunt, Daryll Neita            | 41 s 85 |        |
| Médaille de bronze, Jeux olympiques | 7       | Allemagne       | Alexandra Burghardt, Lisa Mayer, Gina Lückenkemper, Rebekka Haase         | 41 s 97 | SB     |
| 4                                   | 6       | France          | Orlann Oliere, Gémima Joseph, Hélène Parisot, Chloé Galet                 | 42 s 23 |        |
| 5                                   | 4       | Jamaïque        | Alana Reid, Kemba Nelson, Shashalee Forbes, Tia Clayton                   | 42 s 29 | SB     |
| 6                                   | 3       | Canada          | Sade McCreath, Jacqueline Madogo, Marie-Éloïse Leclair, Audrey Leduc      | 42 s 69 |        |
| 7                                   | 2       | Pays-Bas        | Isabel van den Berg, Marije van Hunenstijn, Minke Bisschops, Tasa Jiya    | 42 s 74 |        |
|                                     | 9       | Suisse          | Salomé Kora, Sarah Atcho-Jaquier, Léonie Pointet, Mujinga Kambundji       | DQ      | TR24.7 |

## Légende
Records et Performances
- AR : Record continental (area record)
- CR : Record des championnats (championship record)
- MR : Record du meeting (meet record)
- NR : Record national (national record)
- OR : Record olympique (olympic record)
- PR : Record paralympique (paralympic record)
- PB : Record personnel (personal best)
- SB : Meilleure performance personnelle de la saison (season's best)
- WL : Meilleure performance mondiale de l'année (world leader)
- WJR : Record du monde junior (world junior record)
- WR : Record du monde (world record)

Circonstances et Conditions
- DNF : N'a pas terminé (did not finish)
- DNS : N'a pas pris le départ (did not start)
- DQ : Disqualification (disqualification)
- NM : Aucun essai valable enregistré (No Mark)
- Q : Qualifié « directement » au prochain tour (ou à la prochaine compétition), lors d'une compétition majeure, grâce au classement ou à la réalisation des minima (automatic qualifier)
- q : Qualifié au prochain tour (ou à la prochaine compétition), lors d'une compétition majeure, grâce au repêchage ou à la réalisation de l'une des meilleures performances parmi celles des « non qualifiés directement » (grâce au meilleur temps ou à la meilleure distance par exemple) (secondary qualifier)